# Александров, Иван Петрович (политик)
Ива́н Петро́вич Алекса́ндров (род. 1941) — советский, российский государственный и политический деятель.

## Биография
После службы в армии (1961—1964) — секретарь комитета ВЛКСМ петрозаводского завода «Тяжбуммаш».
В дальнейшем работал заведующим отделом Карельского обкома ВЛКСМ, первым секретарём Петрозаводского городского комитета ВЛКСМ, вторым, первым секретарём Карельского обкома ВЛКСМ. Окончил историко-филологический факультет Петрозаводского университета в 1970 году.
С 1978 года, после окончания Академии общественных наук при ЦК КПСС, работал первым секретарём Лоухского райкома КПСС, первым секретарём Медвежьегорского райкома КПСС.
С 1987 года — председатель государственного комитета Карельской АССР по труду и социальным вопросам.
С 1988 года — заведующий отделом Карельского обкома КПСС.
Многократно избирался народным депутатом Верховного Совета Карельской АССР.
В апреле 1990 года был избран первым заместителем председателя Верховного Совета Карельской АССР.
В 1994—1998 — председатель Палаты Республики Законодательного Собрания Республики Карелия, член комитета по бюджету Совета Федерации Федерального Собрания РФ (1997—1998).
Проживает в Петрозаводске.